# Orchestia grillus
Orchestia grillus är en kräftdjursart som först beskrevs av Bosc 1802.  Orchestia grillus ingår i släktet Orchestia och familjen tångloppor. Inga underarter finns listade i Catalogue of Life.